# 6350 Schlüter
(6350) Schluter, denumire internațională (6350) Schlüter, este un asteroid din centura principală de asteroizi.

## Descriere
6350 Schlüter este un asteroid din centura principală de asteroizi. A fost descoperit pe 17 octombrie 1960 la Observatorul Palomar de Cornelis Johannes van Houten, Ingrid van Houten-Groeneveld și Tom Gehrels. Asteroidul prezintă o orbită caracterizată de o semiaxă mare de 3,12 ua, o excentricitate de 0,11 și o înclinație de 11,5° în raport cu ecliptica.